# Santa Monica (Philippines)
Pour les articles homonymes, voir Santa Monica (homonymie).
Santa Monica est une localité de la province de Surigao du Nord, aux Philippines. En 2015, elle compte 8 808 habitants.